# 京昆高速道路
京昆高速道路（けいこんこうそくどうろ）は中華人民共和国の主要幹線道路網の一部である。北京市、河北省、山西省、陝西省、四川省、雲南省を経由し、全長2,865km。別称に北京-昆明高速道路、中国国家高速G5。

## 経路

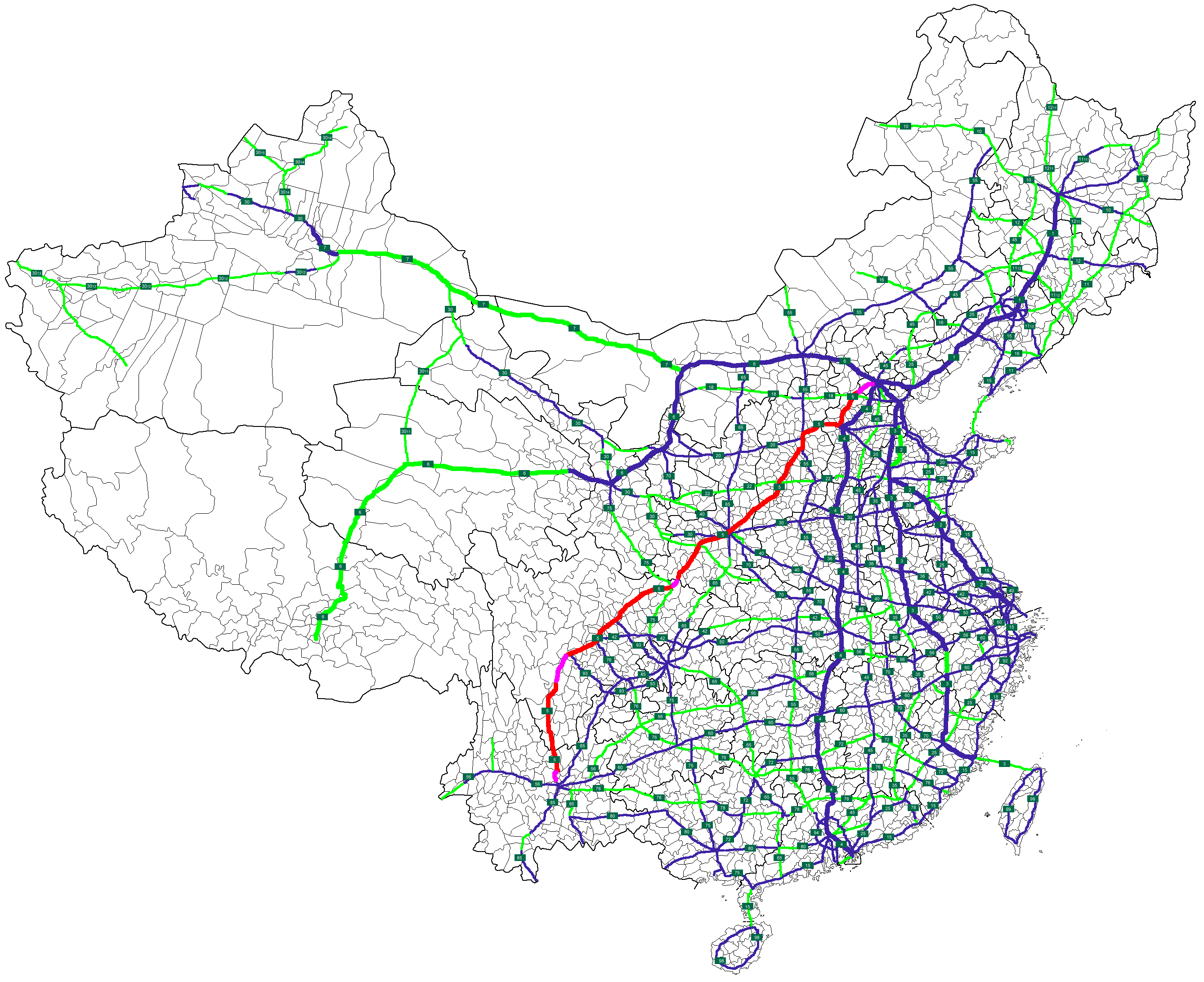
京昆高速道路(供用中) 京昆高速道路(建設・計画中)
その他の高速道路(供用中) その他の高速道路(建設・計画中)

中華人民共和国交通運輸部は、全国の高速道路に統一的な通し番号を付ける作業を開始している。国道の主な幹線、高速道路を組み入れて徐々に新名称により旧名称を置き換えているが、以下に参考として具体的な旧名をあげる。
- 北京市区間：京石二通道として計画・建設中。
- 河北省区間：北京市境から淶水までの区間計画中、淶水から石家荘市曲陽橋区間開通済み、曲陽橋から山西省境まで石太二通道として建設中。
- 山西省区間：河北省境-太原陽曲区間石太二通道として建設中；太原-交城（G20青銀高速と共通）-臨汾-侯馬-陝西省境区間開通。
- 陝西省区間：全区間開通。
- 四川省区間：棋盤関(陝西省境)-広元58km建設中（2010年内一車線開通），広元-成都-雅安区間開通、雅安-西昌、瀘沽建設中（2011年内開通）、瀘沽-攀枝花-田房(雲南省境)区間開通。
- 雲南省区間：田房(四川省境)から武定区間開通、武定から昆明区間建設中。

## 省境通過点と通過距離
| 京新高速道路の省境通過距離（km） |              |                  |          |                  |          |
| 省級行政区                       | 省境通過距離 | 起点             | 起点距離 | 終点(省境地点)   | 終点距離 |
| 北京市                           | 60           | 北京             | 0        | 京冀境           | 60       |
| 河北省                           | 274.766      | 冀京境           | 60       | 井陘（冀晋境）   | 334.766  |
| 山西省                           | 503.458      | 旧関（晋冀境）   | 335      | 禹門口（晋陝境） | 838.458  |
| 陝西省                           | 624.451      | 禹門口（陝晋境） | 839      | 棋盤関（陝川境） | 1463.451 |
| 四川省                           | 1038.205     | 棋盤関（川陝境） | 1464     | 川滇境           | 2502.205 |
| 雲南省                           | 213          | 永仁（滇川境）   | 2503     | 昆明市           | 2716     |